# Begehung (Strafrecht)
Unter Begehung versteht man im Strafrecht den Vorgang, mit dem man eine Tat begeht. Juristisch ausgedrückt, besteht die Begehung in der Regel im Verwirklichen aller objektiven und subjektiven Tatbestandsmerkmale, ohne dass rechtfertigende Umstände vorliegen.
Die objektiven Tatbestandsmerkmale kennzeichnen eine Straftat; so stellt zum Beispiel die Wegnahme einer fremden beweglichen Sache die Begehung eines Diebstahls dar.
Die subjektiven Tatbestandsmerkmale beziehen sich auf die objektiven Tatbestandsmerkmale und besteht aus dem Vorsatz, der sich in verschiedene Stärkegrade unterteilen lässt, dem dolus eventualis, der Wissentlichkeit und der Absicht.
Der Begriff der Begehung kann jedoch auch enger verstanden werden, im Sinne einer Tat, die durch aktives Tun, und nicht durch Unterlassen begangen wird (Begehungsdelikt).
Strafbar ist eine Tat jedoch nur, wenn sie rechtswidrig ist und schuldhaft begangen wird. Eine Tat ist nicht rechtswidrig, wenn sie gerechtfertigt ist, zum Beispiel wegen Notwehr. Schuldhaft wird eine Tat begangen, wenn keine entschuldigenden Umstände vorliegen, zum Beispiel kein entschuldigender Notstand.